# João Mendonza
João Mendonza (Setúbal, 26 de Outubro de 1991), é um tenor português, considerado um dos maiores cantores líricos da atualidade. Pioneiro do estilo lírico-pop e cross-over em Portugal, é também letrista e compositor.  
É recordista do programa All Together Now da TVI, sendo o único concorrente a atingir a unanimidade com 100 votos do júri e um dos poucos a nível mundial.

## Biografia
Nascido em Setúbal, com descendência espanhola, o seu apelido Mendonza provém de sua avó paterna.
Com apenas 11 anos faz a sua estreia na primeira ópera infantil realizada em Portugal, Cinderella, de Peter Maxwell Davies, na Culturgest, com encenação de Eugénio Harrington Sena. Inicia os seus estudos no Conservatório Regional de Setúbal, onde trabalha com a soprano Filomena Amaro que o incentiva a ingressar no Conservatório Nacional de Lisboa, para o curso de Belcanto. Com 16 anos apresenta-se como Principe Eneias, nos palcos do CCB, com a ópera barroca, Dido e Aeneas, de Henry Purcell. Cantou também no Teatro São Luiz e Cinema São Jorge até terminar o seu curso com 18 valores. Durante os estudos de música, formou-se também em Comunicação Social e Cultural, pela Universidade Católica Portuguesa.
Em 2012, surge como vocalista na banda Radiophone, banda que funda com Carlos Xavier (António Chainho), Pedro de Almeida (Santos e Pecadores), Tiago Oliveira (Polo Norte) e João Colaço (Agir) e grava dois temas originais para séries da TVI, Freedom em O Beijo do Escorpião e Wonder Woman na novela Belmonte, difundido posteriormente em mais de uma dezena de países, temas estes estreados ao vivo no Coliseu dos Recreios.
Após o fim do projeto Radiophone, funda em 2015 com Carlos Xavier e Pedro Zagalo (Polo Norte) os Passione, o primeiro projeto pop-lírico em Portugal. No anos seguintes percorrem o país apresentando o seu primeiro álbum homónimo.
Foi solista do coro da Capela do Rato durante vários anos, onde Carlos Xavier era maestro, sendo o padre responsável na altura, o atual Cardeal D. José Tolentino de Mendonça, que os incentiva a compor uma canção para o Papa Francisco. 
Em Maio de 2017, o tema original Ave Maria, é entregue em mão como Oferenda Oficial do Estado Português, pelo Presidente da República, Professor Marcelo Rebelo de Sousa, a sua Santidade, o Papa Francisco, em Fátima. Honrando a sua visita, no dia 13, ao Santuário. Um ano mais tarde, o Sumo Pontífice agradece através de uma missiva encíclica, o tema editado em sua homenagem e abençoa os artistas com uma Benção Apostólica, pelos "bons préstimos ao Santo Padre". 
"Obrigado por vos associardes a mim nesta peregrinação vivida na esperança e na paz [...] saibam pois, o senhor João e quantos lhe são queridos, que o Papa Francisco vos confiou à Virgem Mãe e de que é penhor a Benção Apostólica que os concede" 
Papa Francisco 
No dia 31 de Outubro de 2018, os Passione são convidados pelo Estado do Vaticano e são recebidos na Praça de São Pedro, pelo próprio Papa Francisco onde têm a honra de oferecer o seu álbum e receber a sua benção. Tocam também em Roma, sendo os primeiros artistas portugueses em mais de 20 anos, depois de Madredeus, a actuar na cidade.

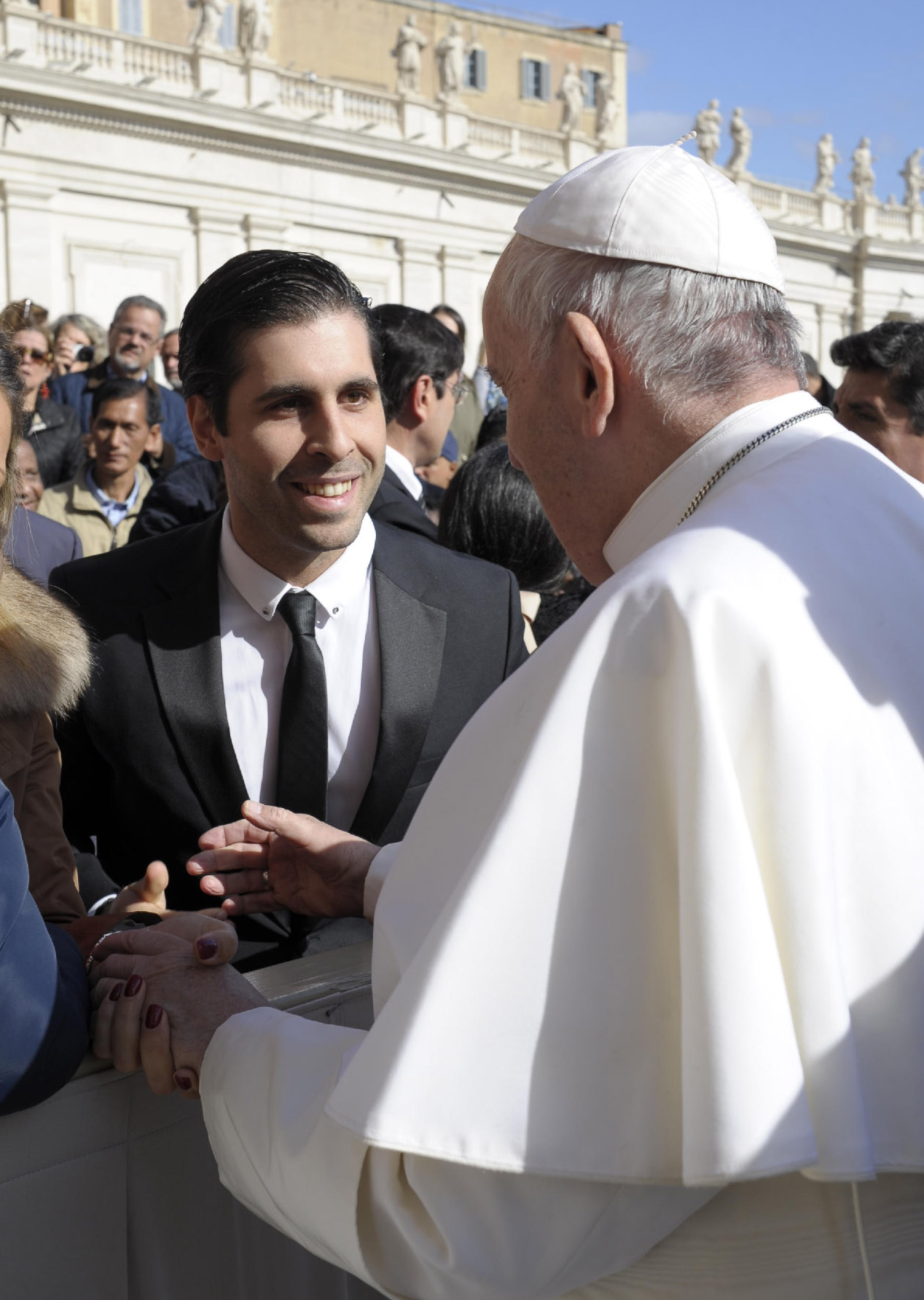
João Mendonza com Papa Francisco

No verão de 2019, viaja até à India, onde toca na cidade de Margão, no antigo estado português de Goa. Visitam também Dharamshala, na encosta dos Himalaias, onde entrega o seu álbum ao líder espiritual budista Dalai Lama, que se encontra exilado e onde convivem com a comunidade religiosa tibetana.
Em Setembro, foi agraciado com o título de Embaixador de Setúbal, pela Presidente do Município, Dra. Maria das Dores Meira.
"[...] pela ligação muito próxima com o Concelho, sendo-lhe reconhecido a capacidade de personificar e defender os valores e as virtudes que marcam o caráter da cidade à beira Sado" 

Maria das Dores Meira 
Em dezembro, aposta na internacionalização e estreia-se em palcos franceses, onde apresenta "Grand Concert de Noël" com a presença do Corpo Diplomático do Conselho Europeu, torna-se presença assídua na cidade, fazendo parte de eventos regulares na Feira de Natal de Estrasburgo.

## Recorde 100 Pontos  - All Together Now/ Canta Comigo
Em 2021 participa no franchise "All Together Now", no Altice Arena, apresentado por Cristina Ferreira, na TVI, com a presença de jurados como: Gisela João (presidente do júri), Aurea, Bárbara Bandeira, Buba Espinho, Berg, Ciganos dOuro, Nininho Vaz Maia, Toy,  entre outros.
Foi o vencedor do 2º programa e recordista de toda a temporada, sendo o único concorrente a atingir a unanimidade do júri com 100 votos, recorde este que foi raramente alcançado em todos os programas a nível mundial. Cantou Caruso, do italiano Lucio Dalla, onde fez uma homenagem ao seu falecido avô Manuel e a todos os profissionais de saúde em Portugal.

## Carreira a solo
Em 2021, após o fim de All Together Now, lança-se numa carreira a solo, onde apresenta o seu espetáculo "Concerto a Maria" por todo o país e em também em França, nas cidades de Paris (Gala Cap Magellan) e Estrasburgo (Festival Europeu de Cinema).  
Em dezembro, foi de novo convidado a cantar em França, desta vez, na Catedral Notre-Dame de Estrasburgo e na Casa da Europa, com o apoio da Embaixada Portuguesa junto do Conselho da Europa.  
Com o início da Invasão Russa à Ucrânia, em março de 2022, edita o álbum "Ao Vivo" com o intuito de angariar fundos para o povo Ucraniano, apresenta-se também com um ciclo de concertos solidários pela Ucrânia em diversos locais do país, ação esta gratulada pelo Presidente da República, Professor Marcelo Rebelo de Sousa. Canta no Picadeiro Real, do Museu Nacional dos Coches com António Manuel Ribeiro (UHF), na cerimónia de boas-vindas a Igor Zhovkva, chefe de gabinete adjunto do Presidente da Ucrânia Volodymyr Zelensky. 
Em Abril de 2022, foi o representante de Portugal nas celebrações dos 200 anos da Independência do Brasil e da Bahia, na cidade de Salvador, onde cantou com a Orquestra Sinfónica da Bahia. Em parceria com a Orquestra Neojibá, realizou uma masterclass de canto lírico e fado e um concerto com os membros do coro da orquestra. Cantou também o seu Ave Maria, na histórica Basílica Nosso Senhor do Bonfim e na Igreja de Santo Antônio Além do Carmo.   
Em Novembro, partiu numa missão humanitária com o apoio da Embaixada Ucraniana em Portugal, para a cidade de Lviv, na Ucrânia, onde deu dois concertos para angariação de fundos, para as Forças Armadas Ucranianas, no projeto do Governo Ucraniano #PlayForUkraine.
No Carnaval de 2023, foi o convidado internacional do trio elétrico de Armandinho, Dodô & Osmar, dos Irmãos Macêdo, no desfile de Salvador da Bahia, onde cantou para Caetano Veloso e Gilberto Gil.   
Foi o artista convidado para a abertura da Jornada Mundial da Juventude 2023, na Sé de Lisboa e também na tomada de posse do Cardeal D. Américo Aguiar como Bispo de Setúbal e de D. Fernando Paiva como Bispo de Beja.    

## Discografia

### Álbuns de Estúdio
| Título                            | Ano  | Projeto    |
| --------------------------------- | ---- | ---------- |
| Wonder Woman                      | 2013 | Radiophone |
| Passione                          | 2015 | Passione   |
| Armandinho Macedo & João Mendonza | 2024 | Solo       |

### Álbuns ao vivo
| Título  | Ano  | Projeto |
| ------- | ---- | ------- |
| Ao Vivo | 2022 | Solo    |

### Singles
| Título                     | Ano  | Projeto    | Notas                                                                 |
| -------------------------- | ---- | ---------- | --------------------------------------------------------------------- |
| Your Destiny Is To Be Mine | 2012 | Radiophone | Canção de apoio à Seleção EURO2012                                    |
| Freedom                    | 2013 | Radiophone | Inserido na telenovela da TVI Belmonte                                |
| Wonder Woman               | 2014 | Radiophone | Inserido na telenovela da TVI Beijo do Escorpião                      |
| Sorrir, Dom Maior          | 2014 | APLAS      | Dueto com Anjos, Susana Félix, Aurea, Olavo Bilac, Simone de Oliveira |
| Ave Maria                  | 2017 | Passione   | Oferenda Oficial do Estado Português a Papa Francisco                 |
| Recado                     | 2022 | Solo       | Canção de Apoio ao Povo Ucraniano                                     |

## Televisão
| Título                        | Ano  | Canal   | Share |
| ----------------------------- | ---- | ------- | ----- |
| Planeta Música                | 2015 | RTP 1   |       |
| All Together Now - episódio 2 | 2021 | TVI     | 24.5% |
| All Together Now - episódio 9 | 2021 | TVI     | 20.7% |
| LAgence - Lisbon Episode      | 2025 | Netflix |       |

## Principais palcos onde actuou

### Portugal
- Culturgest (Lisboa)
- Centro Cultural de Belém CCB (Lisboa)
- Teatro São Luiz (Lisboa)
- Coliseu dos Recreios (Lisboa)
- Altice Arena - Sala Tejo (Lisboa)
- Picadeiro Real do Museu Nacional dos Coches (Lisboa)
- Picadeiro do Real Colégio dos Nobres (Lisboa)
- Cinema São Jorge (Lisboa)
- Teatro do Conservatório Nacional (Lisboa)
- Jornada Mundial da Juventude 2023 - Abertura na Catedral de Santa Maria Maior (Lisboa)
- Capela do Rato (Lisboa)
- Basílica da Estrela (Lisboa)
- Auditório Associação Nacional de Farmácia (Lisboa)
- Palácio Nacional (Sintra)
- Recreios da Amadora (Amadora)
- Capelinha das Aparições (Fátima)
- Santuário de Nossa Senhora do Rosário (Fátima)
- Santuário de Nossa Senhora da Conceição (Vila Viçosa)
- Santuário de Nossa Senhora dos Remédios (Lamego)
- Santuário de Nossa Senhora da Abadia (Amares)
- Cine-Teatro Municipal (Elvas)
- TMG (Guarda)
- Fórum Luisa Todi (Setúbal)
- Convento de Jesus (Setúbal)
- Palácio da Bacalhôa (Azeitão)
- Fórum Romeu Correia (Almada)
- Auditório do Conservatório (Coimbra)
- Casino Figueira (Figueira da Foz)
- Jardins do Marquês de Pombal (Oeiras)
- Auditório Ruy de Carvalho (Oeiras)
- Centro de Congressos do Estoril (Cascais)
- Fundação D. Luís I - Centro Cultural de Cascais (Cascais)
- Salão Preto e Prata - Casino Estoril (Cascais)

### Estrangeiro
- Centro Mariapoli P.A.F.O.M. (Roma, Itália)
- Igreja de Santo António dos Portugueses (Roma, Itália)
- Catedral Notre-Dame (Estrasburgo, França)
- Lieu dEurope (Estrasburgo, França)
- Embaixada da República Portuguesa (Estrasburgo)
- Centro Português de Colmar (Colmar, França)
- Hotel de Ville (Paris, França)
- Catedral Dominicana (Lviv, Ucrânia)
- Lviv National Philharmonic Orchestra (Lviv, Ucrânia)
- Carnaval da Bahia - Circuito Barra/Ondina e Campo Grande (Salvador, Brasil)
- Teatro Castro Alves - Casa Rosa (Salvador, Brasil)
- Igreja Nosso Senhor do Bonfim (Salvador, Brasil)